# Un jour ce sera vide
Un jour ce sera vide est un roman d'Hugo Lindenberg publié le 20 août 2020 aux éditions Christian Bourgois et lauréat du prix du Livre Inter l'année suivante.

## Historique
Premier roman de son auteur, Un jour ce sera vide est retenu en 2020 jusque dans la deuxième sélection du prix Femina. L'année suivante, il reçoit le 7 juin 2021 le prix du Livre Inter au premier tour de scrutin d'un jury présidé cette année-là par l'écrivain Dany Laferrière,.

## Résumé
Le narrateur, âgé de dix ans, passe ses vacances d'été en Normandie chez sa grand-mère. Sur la plage, il rencontre le petit Baptiste, un enfant de son âge. Cette amitié naissante va faire naître chez le narrateur des questionnements parfois douloureux à propos de la vie, de son bonheur et de ses peurs. Baptiste va en effet lui ouvrir les portes d' un monde nouveau, que le narrateur voudra rejoindre dans l'espoir de fuir son ennui et ses démons. Ce roman nous replonge, avec tendresse et mélancolie, dans les souvenirs les plus intimes de notre enfance.
" Un jour ce sera vide est le portrait, cruel et déchirant, à peine adouci par sa prose tristement mélodieuse, d’un enfant à qui a été refusé le droit à l’insouciance et pour qui – ainsi le chantait Mike Brant avant son suicide – « le bonheur n’existe pas » " L'Obs - BibliObs.

## Éditions
- Christian Bourgois éditeur, 2020  (ISBN 9782267032673)